# گاسپاره موتولو
گاسپاره موتولو (متولد ۵ فوریه ۱۹۴۰ در پالرمو) که با نام مستعار «آسپارینو» نیز شناخته می‌شود، یک مافیوزوی سیسیلی است. در سال ۱۹۹۲ به یک پنتیتو (شاهد دولتی علیه مافیا) تبدیل شد. او اولین مافیوزویی بود که درباره ارتباطات بین کوزا نوسترا و سیاستمداران ایتالیایی سخن گفت. اظهارات موتولو به تحقیقات علیه جولیو آندره‌وتی، نخست‌وزیر سابق ایتالیا و درک زمینه قتل‌های مافیایی سال ۱۹۹۲ شامل سالوو لیما، جووانی فالکونه و پائولو بورسلیینو کمک کرد.